# 冷たい風と片思い/ENDLESS SKY/One and Only
『冷たい風と片思い/ENDLESS SKY/One and Only』（つめたいかぜとかたおもい/エンドレス・スカイ/ワン・アンド・オンリー）は、モーニング娘。60枚目のシングル。「モーニング娘。'15」（-ワンファイブ）名義で2015年12月29日に発売された。
9期メンバー鞘師里保の卒業シングル。

## リリース
初回生産限定盤A・B・C・通常盤A・B・Cの6形態で発売。
初回生産限定盤A・B・CにはDVD同梱。
初回生産限定盤A・B・Cはイベント抽選シリアルナンバーカードが封入。
初回仕様通常盤A・B・Cはトレーディングカード（通常盤A：「冷たい風と片思い」衣裳のソロ13種+集合1種よりランダムにて1枚、通常盤B：「ENDLESS SKY」衣裳のソロ13種+集合1種よりランダムにて1枚、通常盤C：「One and Only」衣裳のソロ13種+集合1種よりランダムにて1枚）が封入。
また、mora（レーベルゲート）にて96kHz/24bitのハイレゾ音源（ファイルはFLAC形式）の配信が行われている。
2016年5月11日、同作品をアナログ・シングルで発売。『冷たい風と片思い』ニュー・バージョンであるTYPE Bがアナログシングル限定で収録。

## 楽曲
冷たい風と片思い
元々鞘師のソロの予定で作曲された楽曲。
センターは鞘師里保、メインボーカルは鞘師里保、譜久村聖、佐藤優樹、工藤遥、小田さくら、野中美希。
ENDLESS SKY
センターは鞘師里保。
メインボーカルは譜久村聖、鞘師里保、佐藤優樹 、小田さくら。
One and Only
センターは鞘師里保、野中美希。
メインボーカルは鞘師里保、佐藤優樹 、小田さくら、野中美希。
モーニング娘。初の全英語詞の楽曲。
NHKワールドTV『J-MELO』の2015年10月 - 12月期エンディングテーマ。
譜久村聖は「歌詞カードを見てすごくびっくりしたけど、ワクワクしています」と述べている。
本曲の歌唱にあたり、アメリカに8年間滞在した野中美希を中心に勉強会が開かれた。
つんく♂のライナーノーツには歌詞の日本語訳が公開されている。
このシングルへの参加を以て卒業した鞘師への餞の曲。

## チャート成績
2016年1月11日付オリコン週間シングルランキングにて約14.3万枚を売り上げ首位を獲得。シングルランキング首位獲得は『時空を超え 宇宙を超え/Password is {\displaystyle \scriptstyle \emptyset }』以来、4作ぶり通算17枚目となる。また、12期メンバーが加入してから初の首位獲得となる。シングルトップ10入りは通算60枚となり自身の持つ歴代1位記録を更新した。2016年度シングル年間ランキングでも、年間39位となり2010年代で初めて（2002年以来14年ぶり）40位以内にランクインした。

## 収録曲
CD（全盤共通）
1. 冷たい風と片思い [4:30]
作詞・作曲：つんく、編曲：大久保薫
2. ENDLESS SKY [5:01]
作詞・作曲：つんく、編曲：平田祥一郎
3. One and Only [4:45]
作詞・作曲：つんく、英訳詞：ALISA、編曲：平田祥一郎
4. 冷たい風と片思い (Instrumental) [4:29]
5. ENDLESS SKY (Instrumental) [5:01]
6. One and Only (Instrumental) [4:48]

初回生産限定盤A付属DVD
1. 冷たい風と片思い (Music Video)

初回生産限定盤B付属DVD
1. ENDLESS SKY (Music Video)

初回生産限定盤C付属DVD
1. One and Only (Music Video)

アナログシングル
1. 冷たい風と片思い [4:17]
2. ENDLESS SKY [5:07]
3. One and Only [4:46]
4. 冷たい風と片思い(TYPE B) [4:13]
作詞・作曲：つんく、編曲：前嶋康明

## 参加メンバー
- 9期：譜久村聖、生田衣梨奈、鞘師里保、鈴木香音
- 10期：飯窪春菜、石田亜佑美、佐藤優樹、工藤遥
- 11期：小田さくら
- 12期：尾形春水、野中美希、牧野真莉愛、羽賀朱音

## 参加ミュージシャン
冷たい風と片思い
- Keyboard & Programming：大久保薫
- Chorus：鞘師里保、CHINO

ENDLESS SKY
- Programming：平田祥一郎
- Chorus：鞘師里保、CHINO

One and Only
- Programming：平田祥一郎
- E.Guitar:鎌田こーじ
- Chorus：ALISA